# Lo spaventapasseri (serie televisiva)
Lo spaventapasseri (Worzel Gummidge) è una serie televisiva britannica in 31 episodi trasmessi per la prima volta nel corso di 4 stagioni dal 1979 al 1981. È basata sui romanzi di Barbara Euphan Todd pubblicati dal 1936 al 1963.
Ha avuto un seguito, Worzel Gummidge Down Under (1987-1989, 22 episodi).
È una serie d'avventura a sfondo fantastico destinata a un pubblico di famiglie e incentrata sulle vicende di Worzel Gummidge, uno spaventapasseri che prende vita, interpretato da Jon Pertwee.

## Personaggi e interpreti
- Worzel Gummidge (31 episodi, 1979-1981), interpretato da Jon Pertwee.
- John Peters (27 episodi, 1979-1981), interpretato da Jeremy Austin.
- Sue Peters (27 episodi, 1979-1981), interpretata da Charlotte Coleman.
- Mr. Peters (23 episodi, 1979-1981), interpretato da Mike Berry.
- Zia Sally (22 episodi, 1979-1981), interpretata da Una Stubbs.
- L'uomo corvo (22 episodi, 1979-1981), interpretato da Geoffrey Bayldon.
- Mr. Braithwaite (22 episodi, 1979-1981), interpretato da Norman Bird.
- Mrs. Braithwaite (18 episodi, 1979-1980), interpretata da Megs Jenkins.
- Mr. Shepherd (13 episodi, 1979-1981), interpretato da Michael Ripper.
- Parsons (12 episodi, 1979-1980), interpretato da Norman Mitchell.
- Enid Simmons (8 episodi, 1979-1981), interpretato da Sarah Thomas.
- Harry (8 episodi, 1979-1980), interpretato da Denis Gilmore.
- Mrs. Bloomsbury-Barton (8 episodi, 1979-1980), interpretata da Joan Sims.
- Colonnello Bloodstock (5 episodi, 1980), interpretato da Thorley Walters.
- Saucy Nancy (5 episodi, 1980), interpretato da Barbara Windsor.

### Guest star
Tra le guest star: Cherry Morris, John Le Mesurier, Hilary Mason, Clifford Parrish, Beatrix Mackie.

## Produzione
La serie, ideata da Keith Waterhouse e Willis Hall, fu prodotta da Southern Television e girata nell'Hampshire in Inghilterra. Le musiche furono composte da Neil Cameron, George Evans e Denis King. Il regista è James Hill (29 episodi, 1979-1981).

### Sceneggiatori
Tra gli sceneggiatori sono accreditati:
- Willis Hall in 29 episodi (1979-1981)
- Keith Waterhouse in 29 episodi (1979-1981)
- Barbara Euphan Todd in 28 episodi (1979-1981)

## Distribuzione
La serie fu trasmessa nel Regno Unito dal 25 febbraio 1979 al 31 luglio 1981 sulla rete televisiva Southern Television. In Italia è stata trasmessa sulla Rete 1 con il titolo Lo spaventapasseri.
Alcune delle uscite internazionali sono state:
- nel Regno Unito il 25 febbraio 1979 (Worzel Gummidge)
- in Belgio il 3 luglio 1979
- in Spagna (Nuestro amigo el espantapájaros)
- in Italia il 29 settembre 1980 (Lo spaventapasseri)

## Episodi
| Stagione         | Episodi | Prima TV UK |
| ---------------- | ------- | ----------- |
| Prima stagione   | 7       | 1979        |
| Seconda stagione | 8       | 1980        |
| Terza stagione   | 9       | 1980        |
| Quarta stagione  | 7       | 1981        |